# Aquilegia barnebyi
Aquilegia barnebyi är en ranunkelväxtart som beskrevs av Philip Alexander Munz. Aquilegia barnebyi ingår i släktet aklejor, och familjen ranunkelväxter. Inga underarter finns listade i Catalogue of Life.